# Chiw
Chiw (ros. Хив) – wieś w Rosji, w Dagestanie, ośrodek administracyjny rejonu chiwskiego. W 2021 liczyła 2828 mieszkańców.